# Calligonum matteianum
Calligonum matteianum är en slideväxtart som beskrevs av V.P. Drobow. Calligonum matteianum ingår i släktet Calligonum och familjen slideväxter. Inga underarter finns listade i Catalogue of Life.